# Crataegus pentagyna
Crataegus pentagyna là loài thực vật có hoa trong họ Hoa hồng. Loài này được Waldst. & Kit. mô tả khoa học đầu tiên.

## Hình ảnh

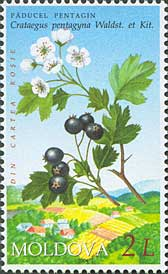
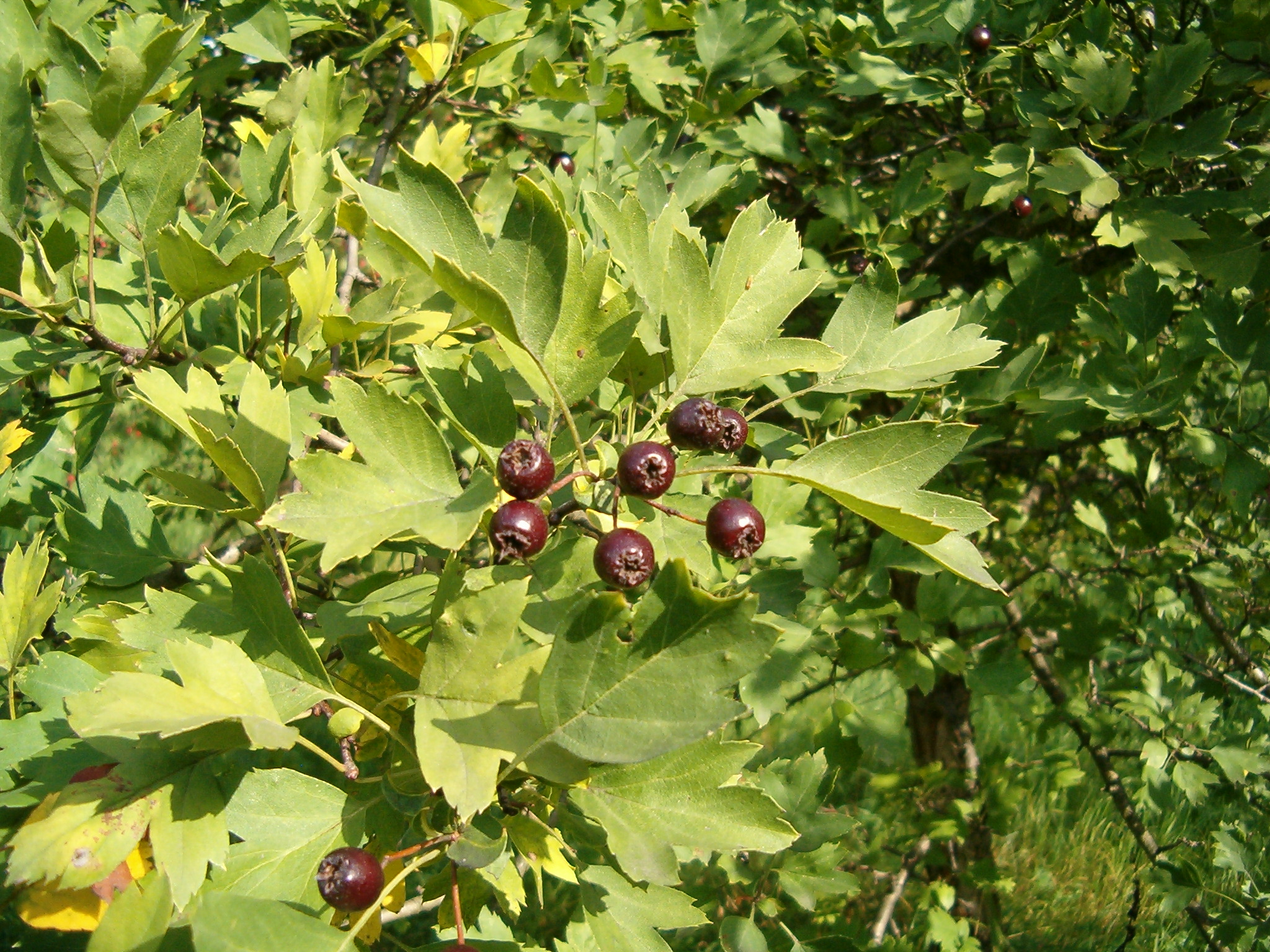